# William Elstob
Pour les articles homonymes, voir Elstob.
William Elstob est un prélat anglais né vers 1674 à Newcastle upon Tyne et mort le 3 mars 1715. Il s'est illustré dans le domaine des études anglo-saxonnes.

## Biographie
William Elstob est le fils d'un marchand, Ralph Elstob (1647-1688), et de son épouse Jane Hall (morte en 1692). Il a une sœur cadette, Elizabeth, née en 1683. Après la mort de leurs parents, les deux enfants sont placés sous la garde de leur oncle Charles Elstob, prébendier de la cathédrale de Canterbury. William étudie brièvement au St Catharine's College de l'université de Cambridge avant de partir pour l'université d'Oxford, où il étudie au Queen's College. Il occupe le poste de recteur des paroisses londoniennes de St Swithin, London Stone (en) et St Mary Bothaw (en) de 1702 à sa mort, et sert également comme aumônier auprès de l'évêque de Carlisle William Nicolson.
William Elstob s'intéresse aux Anglo-Saxons, tout comme sa sœur Elizabeth, dont il encourage et finance les études. Durant son séjour à Oxford, il côtoie d'autres spécialistes de cette période, comme George Hickes, Edward Thwaites et Humfrey Wanley, qui souhaitent publier de nouvelles éditions des textes anglo-saxons. Elstob travaille notamment sur la traduction de Paul Orose en vieil anglais attribuée à Alfred le Grand, mais son édition de ce texte n'est jamais publiée, faute de soutiens financiers. Son édition du Sermo Lupi ad Anglos (en) de l'archevêque Wulfstan voit en revanche le jour en 1701. Il publie également des sermons, des traductions du latin et des poèmes.
William Elstob meurt de maladie à l'âge de 41 ans, alors qu'il travaillait sur un projet d'édition des codes de lois anglo-saxons qui est repris et achevé par David Wilkins quelques années plus tard. Il est inhumé à St Swithin, London Stone.